# Hymenocrater calycinus
Hymenocrater calycinus là một loài thực vật có hoa trong họ Hoa môi. Loài này được (Boiss.) Benth. mô tả khoa học đầu tiên năm 1848.